# Собор Святой Софии (Лос-Анджелес)
Собор Святой Софии (англ. Saint Sophia Cathedral, греч. Ἁγία Σοφία) — собор Константинопольской православной церкви, расположенный в Лос-Анджелесе, Калифорния.
Был построен в 1952 году по проекту киномагната и филантропа Чарльза Скураса. Находится на улице 15 У. Стрит, в районе «Гарвардских высот». Несмотря на внешнюю простоту фасада, внутри скрывается красивый интерьер. Членами церкви были Чарльз Скурас, актёры Телли Савалас и Джордж Чакирис, является бизнесмен Тони Томопулос; актриса Шэрон Лоуренс в этом соборе вышла замуж. Прихожанином и попечителем церкви также является известный актёр Том Хэнкс.